# Sorrente
Pour les articles homonymes, voir Sorrente (homonymie).
Sorrente (Sorrento en italien et Surriento en napolitain) est une commune italienne de la province de Naples, en Campanie.

## Toponyme
Le nom dériverait du mot latin Surrentum, qui lui-même viendrait de surreo, c’est-à-dire converge, ceci faisant référence aux différents cours d’eau qui convergent à cet endroit après être descendus des hauteurs.
Selon une autre hypothèse plus fantaisiste, Sorrente serait lié aux sirènes légendaires peuplant ces lieux, celles qui avaient tenté d’ensorceler Ulysse.

## Géographie
Sorrente a donné son nom à la péninsule de Sorrente (penisola sorrentina) dans le Sud de l'Italie, près de Pompéi, dans le golfe de Naples, dominée par la splendide silhouette du Vésuve. La péninsule est souvent surnommée « golfe des sirènes » ou encore « jardin des délices », en raison des nombreux récits relatant des rencontres avec les sirènes ; mi-femme, mi-poisson. L'expression « capo di sorrento » est une fraction de la ville de Sorrente. Capo, dans ce cas, signifie promontoire au-dessus de la mer.
C'est une des balades les plus champêtres de la péninsule de Sorrente. À partir du village de Nerano, un chemin serpente entre les falaises et une végétation foisonnante de genêts et de mimosas, puis de cactus et roseaux... Au bout du cap, la tour de Montalto, érigée au XVIe siècle pour repousser les assauts des pirates musulmans (pirates barbaresques) qui terrorisaient les côtes italiennes, domine les champs d'oliviers. Au large, on discerne le minuscule archipel Li Galli. On raconte que ces îles étaient le repaire de sirènes au chant envoûtant ; les marins s'approchaient pour entendre, et leur navire se brisait sur des écueils ; un épisode de l’Odyssée raconte comment Ulysse s'y prit pour écouter leur chant sans causer le naufrage de son navire. Selon ces mythes, certains des habitants de cette petite ville descendraient directement des sirènes.
La ville possède de nombreuses belles églises, une cathédrale et un Palais épiscopal reconstruit au XVIe siècle après sa destruction par les Turcs en 1558. Le musée Correale, situé dans une ancienne demeure patricienne abrite une des plus grandes collections de porcelaine de Capodimonte en Italie.
Sorrente est située juste en face de l'île de Capri, que l'on peut rejoindre en un quart d'heure en bateau.
Sorrente est mondialement célèbre pour la production de limoncello, liqueur obtenue par macération d'écorces de citron, d'alcool, d'eau et de sucre.

### Hameaux
Casarlano, Sorrento Capo, Sorrento Marina Grande, Marina Piccola, Cesarano, Marano, Priora, Santa Lucia, Sottomonte.

### Communes limitrophes
Massa Lubrense et Sant'Agnello. Les communes voisines - mais non limitrophes - de Piano di Sorrento, Meta et Vico Equense forment la péninsule de Sorrente.

## Administration
| Période                                  | Période         | Identité         | Étiquette                    | Qualité |
| ---------------------------------------- | --------------- | ---------------- | ---------------------------- | ------- |
| 3 avril 2005                             | 28 mars 2010    | Marco Fiorentino | Forza Italia                 |         |
| 28 mai 2010                              | 10 octobre 2020 | Marco Fiorentino | Forza Italia                 |         |
| 28 mai 2010                              | 31 mai 2015     | Giuseppe Cuomo   | Il Popolo della Libertà      |         |
| 31 mai 2015                              | 5 octobre 2020  | Giuseppe Cuomo   | Liste civique (centre-droit) |         |
| 5 octobre 2020                           | En cours        | Massimo Coppola  | Liste civique (centre-droit) |         |
| Les données manquantes sont à compléter. |                 |                  |                              |         |

## Jumelage
- Nice (France) depuis le 14 septembre 1963.

## Culture

### Personnalités liées à la ville

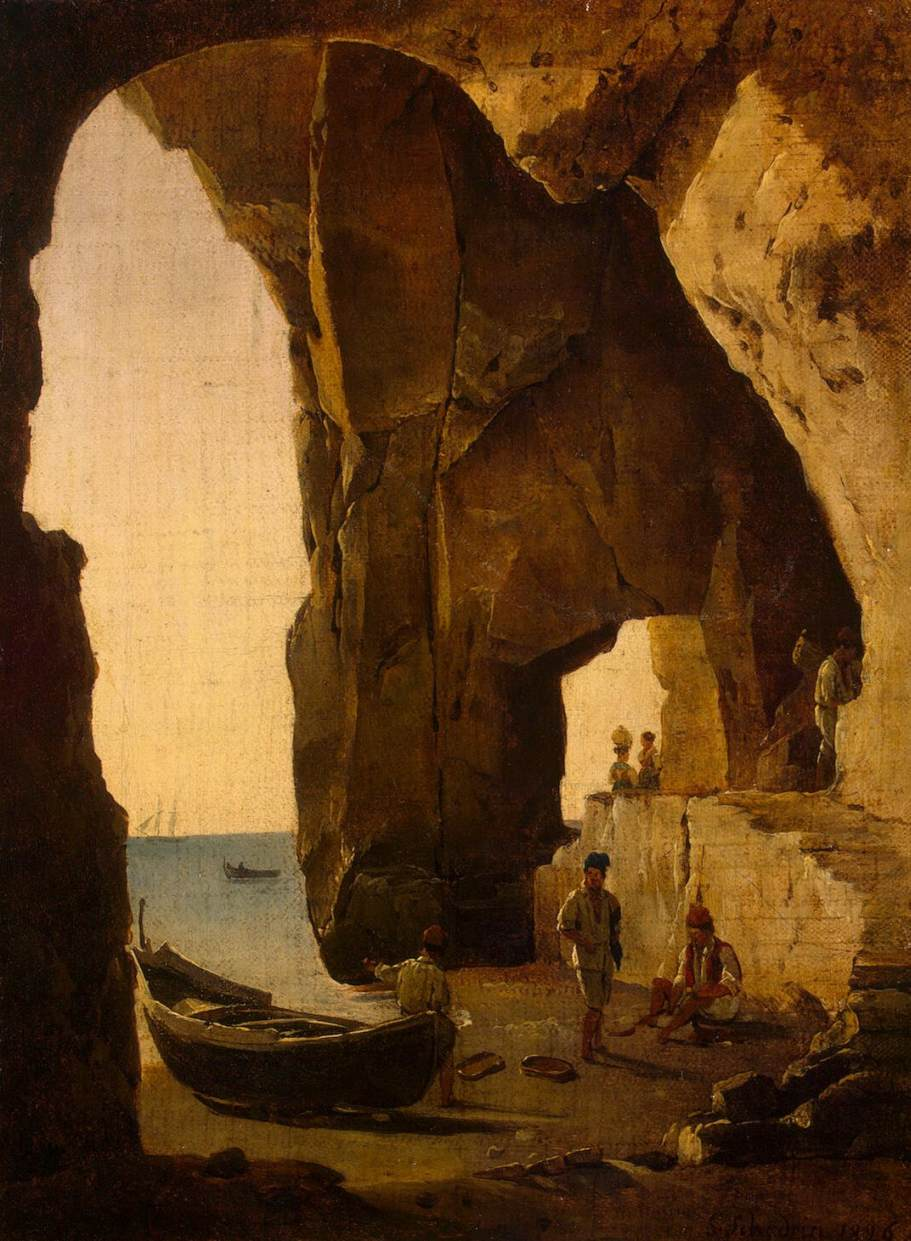
Sylvestre Chtchedrine, Grotte à Sorrente, musée de l'Ermitage à Saint-Pétersbourg.

- Antonin de Sorrente († vers 830), abbé de Saint-Agrippin, martyr près de Sorrente ; saint chrétien fêté le 14 février[6].
- Torquato Tasso, dit « le Tasse » (1544 – 1595), poète italien, né à Sorrente.
- Maxime Gorki possédait une villa à Sorrente dans les années 1920.
- Benjamin Thomas, journaliste, animateur de télévision et de radio et dramaturge, possède une villa à Sorrente.
- Gianluigi Aponte, entrepreneur italien, fondateur et propriétaire de la société MSC - Mediterranean Shipping Company, le 2e plus grand armateur de porte-conteneurs du monde.
- Francesco Maria Correale, sénateur italien et propriétaire du futur musée Correale.
- Sophia Loren, actrice napolitaine, nommée « citoyenne d'honneur » de la ville.
- Emily DiDonato, mannequin américaine, sorrentine par son père[7].
- Veronica Maya, présentatrice italienne.
- Vincenza Cacace (it), showgirl italienne.
- Daniella Cicarelli, mannequin brésilienne[8].

### Dans la culture populaire
- Plusieurs chansons rendent hommage à la beauté de la ville :
  - Torna a Surriento,
  - Tu n'as pas changé Sorrento, de Ricardo,
  - Sorrento Moon (I Remember) (en) de Tina Arena,
- le film Love Is All You Need est en grande partie tourné à Sorrente,
- la chanson d'amour Caruso de Lucio Dalla fait référence à Sorrente.

## Galerie

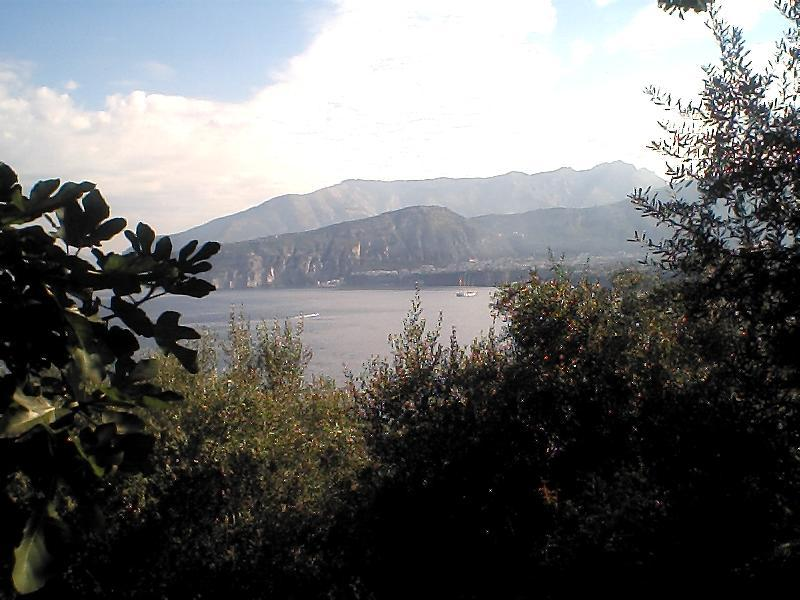
Les falaises de Sorrente.
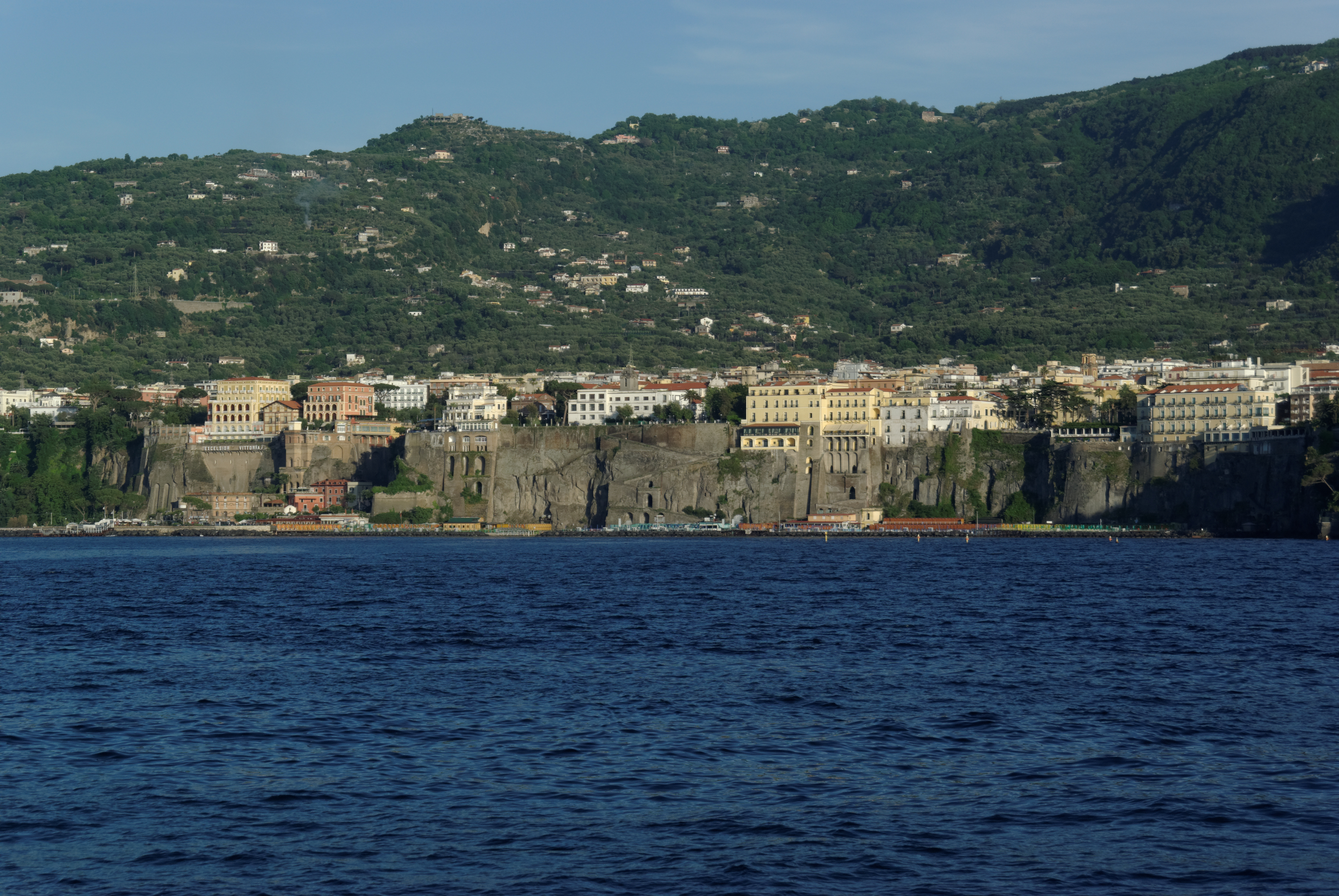
Falaises et hôtels à Sorrente.
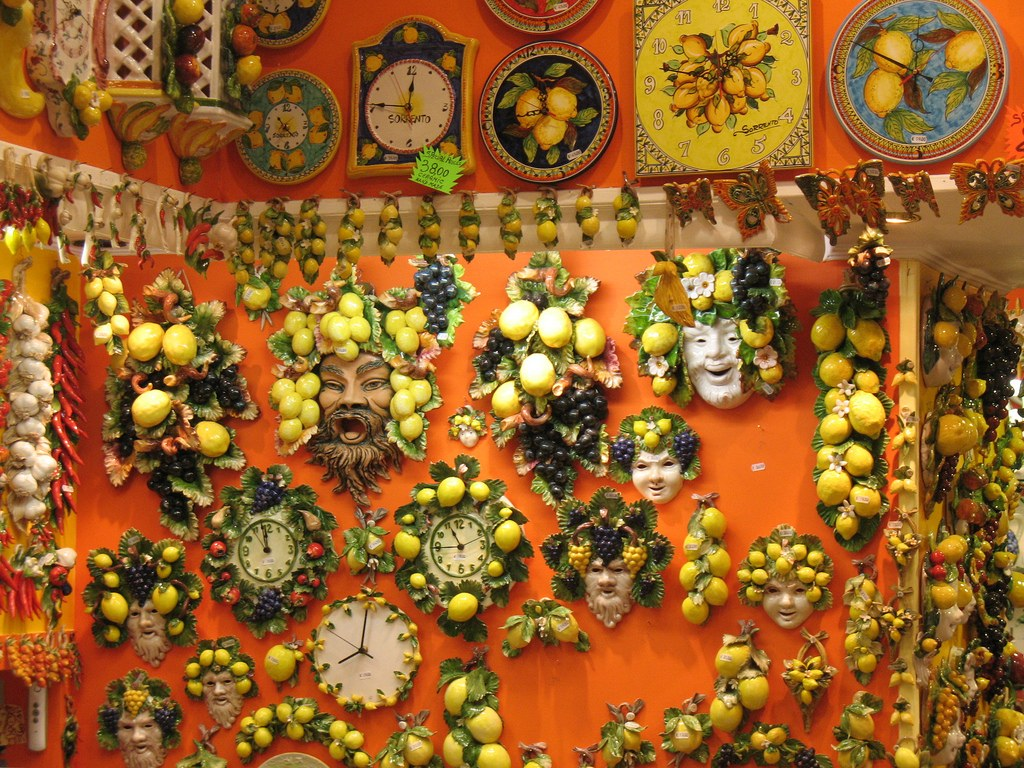
Boutique de souvenirs.
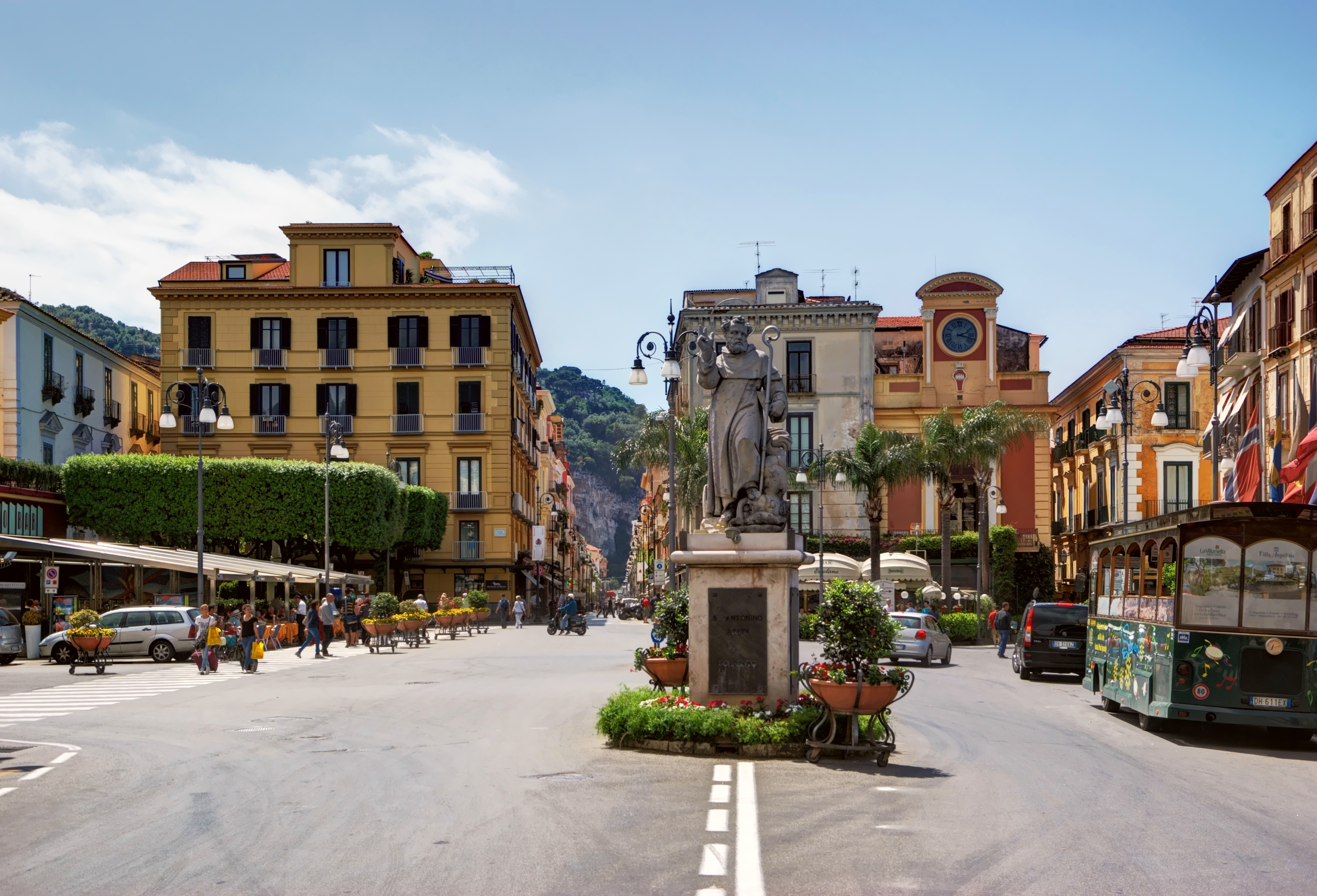
Le centre de Sorrente (Piazza Tasso).
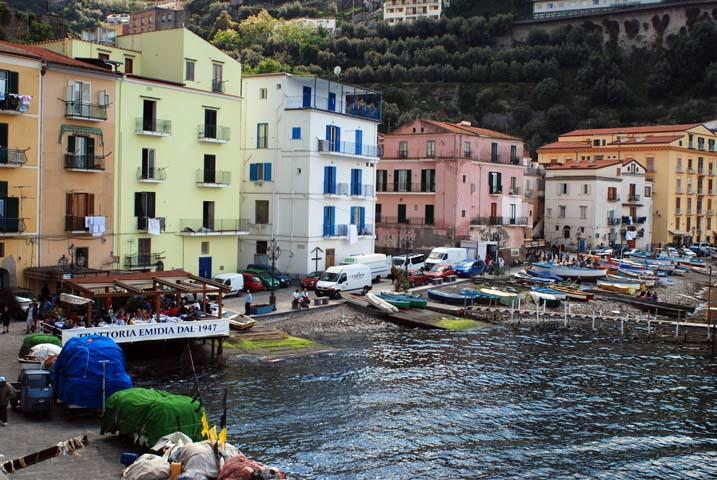
Marina Grande.
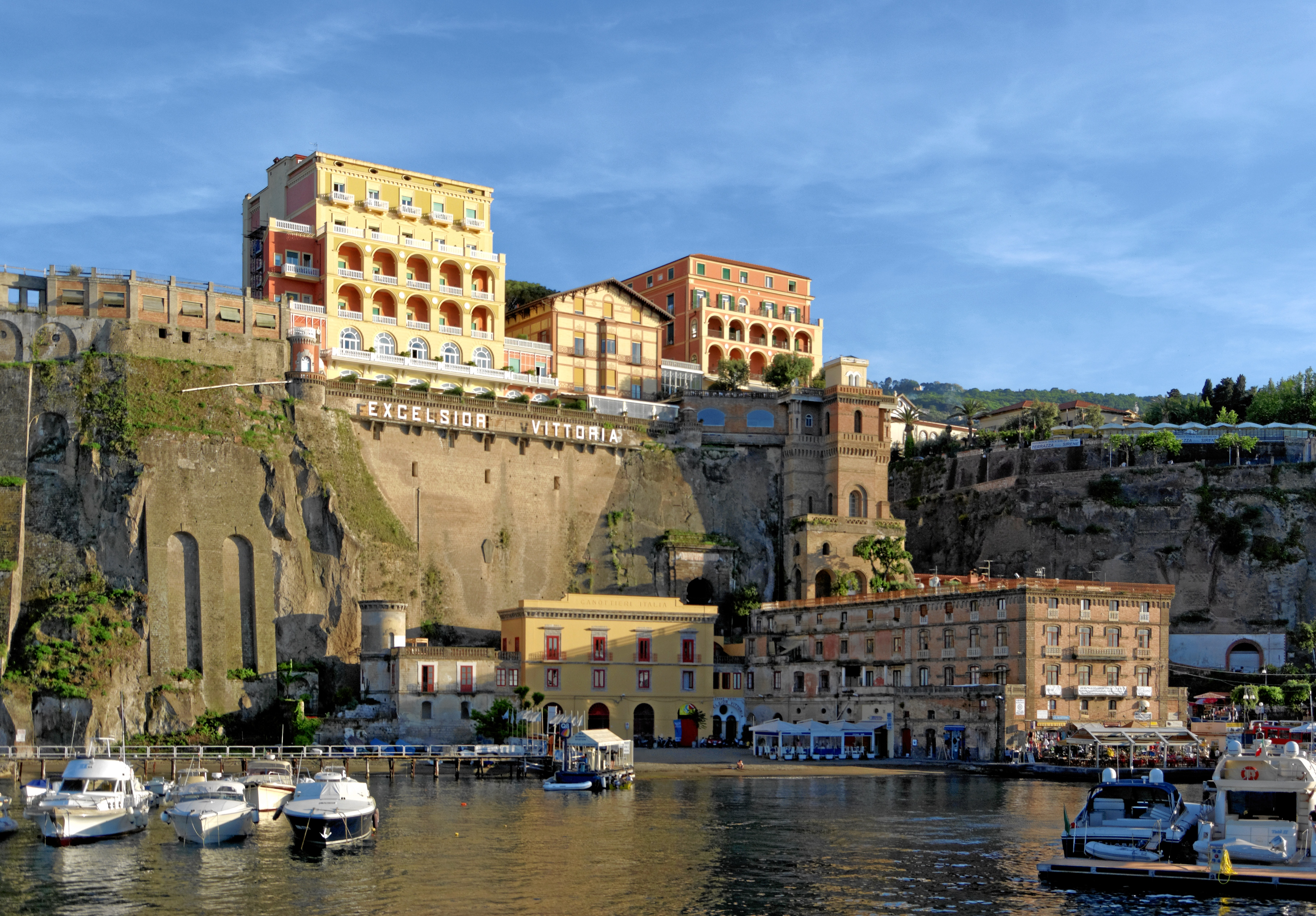
Marina Piccola.
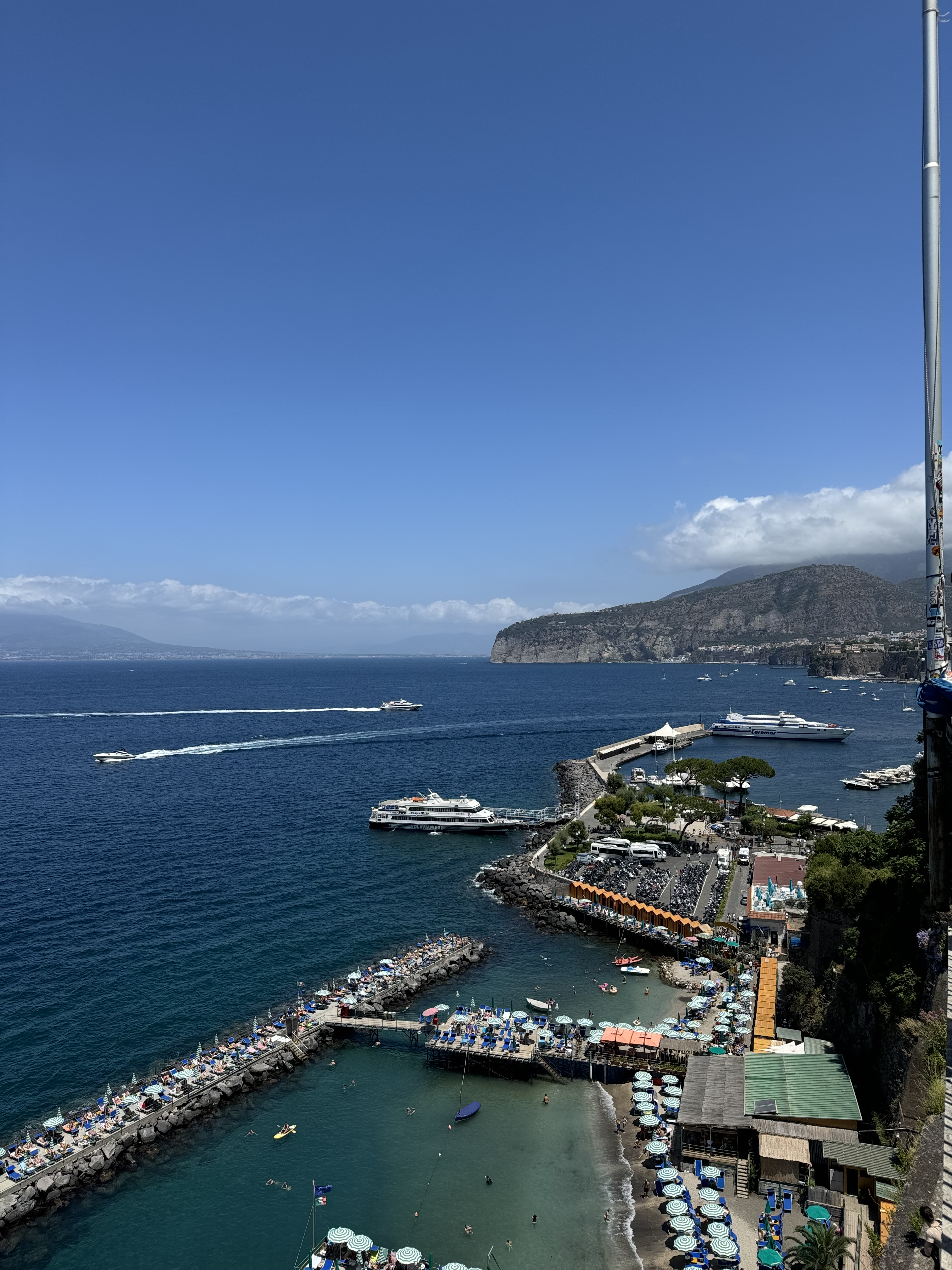
Piazza Gargiulo port